# Atomosia modesta
Atomosia modesta är en tvåvingeart som först beskrevs av Philippi 1865.  Atomosia modesta ingår i släktet Atomosia och familjen rovflugor. Inga underarter finns listade i Catalogue of Life.